# Wireless mesh network

Schéma montrant une configuration pour un réseau maillé filaire/sans fil, connecté en amont via une liaison VSAT (cliquez pour agrandir)

Un wireless mesh network ( WMN ) que l'on pourrait traduire par réseau maillé sans fil est un réseau de communication constitué de nœuds radio organisés selon une topologie maillée. Il peut également s'agir d'une forme de réseau ad hoc sans fil .